# Mirto Davoine
Mirto Davoine Genta (Montevideo, 13 febbraio 1933 – Montevideo, 7 dicembre 1999) è stato un calciatore uruguaiano, di ruolo centrocampista.

## Carriera

### Nazionale
Con la nazionale uruguaiana ha preso parte ai Mondiali 1954.

## Palmarès

### Club

#### Competizioni nazionali
- Campionato uruguaiano: 4

Peñarol: 1949, 1951, 1953, 1954